# Grand Prix E3 2009
Le Grand Prix E3 2009 est la 52e édition de cette course cycliste masculine sur route. Il a lieu le 28 mars 2009 en Belgique. Elle a été remportée par l'Italien Filippo Pozzato (Katusha) devant le Belge Tom Boonen (Quick Step) et le Kazakh Maxim Iglinskiy (Astana).

## Présentation

### Équipes
Vingt-cinq équipes participent à la course : 15 faisant partie des ProTeams, la première division mondiale, huit font partie des équipes continentales professionnelles, la seconde division mondiale et les deux dernières sont des équipes continentales, la troisième division.
| ProTeams (15)- Saxo Bank - Lampre-NGC - Quick Step - Silence-Lotto - Fuji-Servetto - AG2R La Mondiale - BBox Bouygues Telecom - Cofidis, le Crédit en Ligne - La Française des jeux - Team Milram - Liquigas - Astana - Rabobank - Katusha - Columbia-High Road Équipes continentales professionnelles (8)- Landbouwkrediet-Colnago - Topsport Vlaanderen-Mercator - Vorarlberg-Corratec - Contentpolis-Ampo - Skil-Shimano - Vacansoleil - Amica Chips-Knauf - Cervélo TestTeam Équipes continentales (2)- Palmans Cras - Revor-Jartazi |
| |

## Classements

### Classement final
| \| Classement général \| Classement général \| Classement général \| Classement général \| Classement général \| \| Coureur \| Coureur \| Pays \| Équipe \| Temps \| \| ------------------ \| ------------------- \| ------------------ \| ---------------------------- \| ------------------ \| \| 1er \| Filippo Pozzato \| Italie \| Katusha \| 5 h 11 min 49 s \| \| 2e \| Tom Boonen \| Belgique \| Quick Step \| + 0 s \| \| 3e \| Maxim Iglinskiy \| Kazakhstan \| Astana \| + 0 s \| \| 4e \| Thor Hushovd \| Norvège \| Cervélo TestTeam \| + 45 s \| \| 5e \| Sylvain Chavanel \| France \| Quick Step \| + 45 s \| \| 6e \| Stijn Devolder \| Belgique \| Quick Step \| + 45 s \| \| 7e \| Nick Nuyens \| Belgique \| Rabobank \| + 45 s \| \| 8e \| George Hincapie \| États-Unis \| Columbia-High Road \| + 45 s \| \| 9e \| Sebastian Langeveld \| Pays-Bas \| Rabobank \| + 45 s \| \| 10e \| Marcus Burghardt \| Allemagne \| Columbia-High Road \| + 1 min 02 s \| \| 11e \| Bernhard Eisel \| Autriche \| Columbia-High Road \| + 2 min 07 s \| \| 12e \| Yoann Offredo \| France \| La Française des jeux \| + 2 min 13 s \| \| 13e \| Juan Antonio Flecha \| Espagne \| Rabobank \| + 2 min 18 s \| \| 14e \| Grega Bole \| Slovénie \| Amica Chips-Knauf \| + 2 min 59 s \| \| 15e \| Niki Terpstra \| Pays-Bas \| Team Milram \| + 2 min 59 s \| \| 16e \| Heinrich Haussler \| Allemagne \| Cervélo TestTeam \| + 2 min 59 s \| \| 17e \| Johnny Hoogerland \| Pays-Bas \| Vacansoleil \| + 2 min 59 s \| \| 18e \| Marco Bandiera \| Italie \| Lampre-NGC \| + 2 min 59 s \| \| 19e \| Kristof Goddaert \| Belgique \| Topsport Vlaanderen-Mercator \| + 2 min 59 s \| \| 20e \| Dmitri Mouraviov \| Kazakhstan \| Astana \| + 2 min 59 s \| |                     |            |                              |                 |
| |                     |            |                              |                 |
| Source : ProCyclingStats |                     |            |                              |                 |
| Classement général |                     |            |                              |                 |
| Coureur | Coureur             | Pays       | Équipe                       | Temps           |
| 1er | Filippo Pozzato     | Italie     | Katusha                      | 5 h 11 min 49 s |
| 2e | Tom Boonen          | Belgique   | Quick Step                   | + 0 s           |
| 3e | Maxim Iglinskiy     | Kazakhstan | Astana                       | + 0 s           |
| 4e | Thor Hushovd        | Norvège    | Cervélo TestTeam             | + 45 s          |
| 5e | Sylvain Chavanel    | France     | Quick Step                   | + 45 s          |
| 6e | Stijn Devolder      | Belgique   | Quick Step                   | + 45 s          |
| 7e | Nick Nuyens         | Belgique   | Rabobank                     | + 45 s          |
| 8e | George Hincapie     | États-Unis | Columbia-High Road           | + 45 s          |
| 9e | Sebastian Langeveld | Pays-Bas   | Rabobank                     | + 45 s          |
| 10e | Marcus Burghardt    | Allemagne  | Columbia-High Road           | + 1 min 02 s    |
| 11e | Bernhard Eisel      | Autriche   | Columbia-High Road           | + 2 min 07 s    |
| 12e | Yoann Offredo       | France     | La Française des jeux        | + 2 min 13 s    |
| 13e | Juan Antonio Flecha | Espagne    | Rabobank                     | + 2 min 18 s    |
| 14e | Grega Bole          | Slovénie   | Amica Chips-Knauf            | + 2 min 59 s    |
| 15e | Niki Terpstra       | Pays-Bas   | Team Milram                  | + 2 min 59 s    |
| 16e | Heinrich Haussler   | Allemagne  | Cervélo TestTeam             | + 2 min 59 s    |
| 17e | Johnny Hoogerland   | Pays-Bas   | Vacansoleil                  | + 2 min 59 s    |
| 18e | Marco Bandiera      | Italie     | Lampre-NGC                   | + 2 min 59 s    |
| 19e | Kristof Goddaert    | Belgique   | Topsport Vlaanderen-Mercator | + 2 min 59 s    |
| 20e | Dmitri Mouraviov    | Kazakhstan | Astana                       | + 2 min 59 s    |

## Liste des participants
| Légende | Légende                                                                    | Légende | Légende                                                    |
| ------- | -------------------------------------------------------------------------- | ------- | ---------------------------------------------------------- |
| Num     | Dossard de départ porté par le coureur sur ce Grand Prix E3                | Pos     | Position à l'arrivée de la course                          |
|         | Indique un maillot de champion national ou mondial, suivi de sa spécialité | NP      | Indique un coureur qui n'a pas pris le départ de la course |
| AB      | Indique un coureur qui n'a pas terminé la course                           | HD      | Indique un coureur qui a terminé la course hors des délais |

| Liste des participants | Liste des participants    | Liste des participants |
| --- | ------------------------- | ---------------------- |
| \| Saxo Bank SAX \| Saxo Bank SAX \| Saxo Bank SAX \| \| ------------- \| ------------------------- \| ------------- \| \| Num \| Coureur \| Pos \| \| 1 \| Kurt Asle Arvesen (NOR) \| 67e \| \| 2 \| Lars Bak (DEN) \| 69e \| \| 3 \| Matti Breschel (DEN) \| 33e \| \| 4 \| Matthew Goss (AUS) \| 36e \| \| 5 \| Frank Høj (DEN) \| 70e \| \| 6 \| Kasper Klostergaard (DEN) \| AB \| \| 7 \| Marcus Ljungqvist (SWE) \| 64e \| \| 8 \| Anders Lund (DEN) \| 59e \| |                           |                        |
| Saxo Bank SAX |                           |                        |
| Num | Coureur                   | Pos                    |
| 1 | Kurt Asle Arvesen (NOR)   | 67e                    |
| 2 | Lars Bak (DEN)            | 69e                    |
| 3 | Matti Breschel (DEN)      | 33e                    |
| 4 | Matthew Goss (AUS)        | 36e                    |
| 5 | Frank Høj (DEN)           | 70e                    |
| 6 | Kasper Klostergaard (DEN) | AB                     |
| 7 | Marcus Ljungqvist (SWE)   | 64e                    |
| 8 | Anders Lund (DEN)         | 59e                    |

| Saxo Bank SAX | Saxo Bank SAX             | Saxo Bank SAX |
| ------------- | ------------------------- | ------------- |
| Num           | Coureur                   | Pos           |
| 1             | Kurt Asle Arvesen (NOR)   | 67e           |
| 2             | Lars Bak (DEN)            | 69e           |
| 3             | Matti Breschel (DEN)      | 33e           |
| 4             | Matthew Goss (AUS)        | 36e           |
| 5             | Frank Høj (DEN)           | 70e           |
| 6             | Kasper Klostergaard (DEN) | AB            |
| 7             | Marcus Ljungqvist (SWE)   | 64e           |
| 8             | Anders Lund (DEN)         | 59e           |